# Frühere Verhältnisse (1927)
Frühere Verhältnisse ist ein deutsches Stummfilm-Lustspiel aus dem Jahre 1927 von Arthur Bergen. Die Hauptrollen spielen Ossi Oswalda, Fritz Kampers und Claire Rommer. Die hier um einige Modernismen der Neuzeit (1920er Jahre) angereicherte gleichnamige Vorlage verfasste Johann Nestroy.

## Handlung
Herr Scheitermann versucht seit seiner Hochzeit mit der aus einer Professorenfamilie stammenden Josefine, vor ihr seine einfache Herkunft zu verbergen. Der Schwindel droht aufzufliegen, als ihren früheren Dienstboten gekündigt wird: Hausknecht Johann, der bei seiner gesellschaftlichen Erziehung moderne Tänze der 1920er Jahre wie Charleston und Shimmy lernt, muss gehen, weil er Zigarren gestohlen hatte und Josefines Dienstmagd, weil Josefine ihren Gatten dabei ertappte, wie er ihre Wangen streichelte. Als neues Stubenmädchen bewirbt sich Pepi, die einst Köchin bei Josefines Vater war und dort deren zahlreiche Liebschaften miterlebt hatte. Josefine stellt Pepi ein und beschwert sich bald bei ihr darüber, dass ihr Gatte zwar reich, aber ziemlich dumm sei.
Die Dinge verschlimmern sich, als ausgerechnet der heruntergekommene Anton Muffl, bei dem Scheitermann einst selbst Hausknecht war, sich für exakt dieselbe Stelle bewirbt. Dazu kommt, dass er während Pepis Theaterzeit mit ihr eine Affäre hatte. Sofort setzt Muffl Scheitermann mit seinem Wissen um seine niedrige Herkunft unter Druck und beginnt ihn zu erpressen. Stubenmädchen Pepi, die von einer großen Theaterkarriere träumt und bereits die „Jungfrau von Orléans“ einstudiert, glaubt durch ein missverstandenes Gespräch der beiden Männer, in ihm den Komplizen Scheitermanns bei einem Raubüberfall auszumachen. Muffl wiederum glaubt, Pepi sei jetzt die Gattin Scheitermanns. Schließlich aber klären sich die Irrtümer auf.

## Produktionsnotizen
Frühere Verhältnisse entstand im April und Mai 1927 im Berliner Efa-Atelier, passierte am 27. Mai 1927 die Filmzensur und wurde am 16. Juni 1927 in Berlins Alhambra und in der Schauburg uraufgeführt. Die Filmlänge betrug 2206 Meter, verteilt auf sechs Akte. Der Film war für die Jugend verboten.
Die Filmbauten schufen Botho Höfer und August Rinaldi.

## Kritik
In Wiens Neue Freie Presse hieß es in der Ausgabe vom 25. Februar 1928: „Nestroys prächtige, packende Situationskomik … läßt sich im Film trefflich wiedergeben. Nicht so der Zündschlag seiner Witzworte. Aber es verbleibt an der Menge drolliger Szenen noch genug … (…) Eine komische Szene nach der andern, wie eben bei Nestroy, und dabei kommen sogar Nestroysche Witze in Zwischentiteln und Briefen zur Geltung. Die Regie hat nicht nur für die Lachlust, sondern auch für die Schaulust Bilder geschaffen, insbesondere kunstvolle und aparte Interieurs. Auch neuartige Tricks beleben die Handlung. (…) In der Hauptsache … ist … die derbe und sogar handgreifliche Komik Nestroys unzerstört geblieben.“